# Панюшкін Олександр Семенович
Олександр Семенович Панюшкін (14 серпня 1905, Самара, тепер Російська Федерація — 12 листопада 1974, місто Москва) — радянський діяч органів державної безпеки, дипломат, надзвичайний і повноважний посол СРСР у Китаї, США та КНР, завідувач відділу закордонних кадрів ЦК КПРС, генерал-майор (31.05.1954). Член Центральної Ревізійної комісії КПРС у 1941—1952 та 1956—1971 роках. Кандидат у члени ЦК КПРС у 1952—1956 роках. Депутат Верховної Ради Російської РФСР 7—8-го скликань.

## Життєпис
Народився в родині робітника. Навчався в церковно-парафіяльній школі.
У травні 1920 року пішов добровольцем до Червоної армії. У травні 1920 — січні 1921 року — кур'єр амбулаторії Заволзького окружного військово-санітарного управління в місті Самарі.
У січні — грудні 1921 року навчався на 18-их кавалерійських курсах в Самарі, проте захворів на малярію і через це в грудні 1921 був демобілізований з армії.
У січні — червні 1922 року — санітар евакопункту в місті Самарі. У червні — листопаді 1922 року — трубач 4-го окремого дивізіону ДПУ в Самарі.
У грудні 1922 — жовтні 1924 року — ремонтний робітник 2-ї дільниці служби колії Самаро-Златоустівської залізниці. У 1923 році вступив до комсомолу.
У жовтні 1924 — вересні 1927 року — курсант Борисоглібсько-Ленінградської кавалерійської школи РСЧА.
Член ВКП(б) з червня 1927 року.
У жовтні 1927 — листопаді 1930 року — помічник начальника застави 59-го Приморського прикордонного загону ОДПУ.
У листопаді 1930 — лютому 1932 року — ад'ютант, інструктор бойової підготовки, в березні 1932 — квітні 1933 року — командир шабельного дивізіону маневреної групи 59-го Приморського прикордонного загону ОДПУ.
У червні 1933 — вересні 1934 року — командир шабельного дивізіону 58-го Гродековського прикордонного загону ОДПУ.
У вересні 1934 — квітні 1935 року — комендант Барабаш-Левадовської прикордонної дільниці 58-го Гродековського прикордонного загону ОДПУ.
У травні 1935 — серпні 1938 року — слухач спеціального факультету Військової академії РСЧА імені Фрунзе.
У серпні — жовтні 1938 року — помічник начальника відділення 5-го відділу ГУДБ НКВС СРСР.
У жовтні — грудні 1938 року — в.о. начальника, 23 грудня 1938 — 7 червня 1939 року — начальник 3-го спеціального відділу НКВС СРСР. Брав участь в арешті Миколи Єжова.
З 10 липня 1939 року — уповноважений Ради народних комісарів СРСР із реалізації торгівельної угоди в Китаї. З липня 1939 по вересень 1944 року був головним резидентом НКВС СРСР у Китаї, під його керівництвом діяло до 12 резидентур.
28 серпня 1939 — 9 травня 1941 року — повноважний представник СРСР у Китаї. 9 травня 1941 — 3 квітня 1945 року — надзвичайний і повноважний посол СРСР у Китаї.
5 вересня 1944 — 30 травня 1947 року — 1-й заступник завідувача відділу міжнародної політики (зовнішньої політики) ЦК ВКП(б).
30 травня — листопад 1947 року — головний секретар Комітету інформації Ради міністрів СРСР.
25 жовтня 1947 — 12 червня 1952 року — надзвичайний і повноважний посол СРСР у Сполучених Штатах Америки. Одночасно у листопаді 1947 — червні 1952 року — резидент МДБ СРСР у США.
13 червня 1952 — 10 березня 1953 року — надзвичайний і повноважний посол СРСР у Китайській Народній Республіці.
У березні — липні 1953 року — в резерві Міністерства закордонних справ СРСР.
18 липня 1953 — 17 березня 1954 року — начальник II-го головного управління Міністерства внутрішніх справ СРСР, член колегії МВС СРСР.
17 березня 1954 — 23 червня 1955 року — начальник I-го головного управління КДБ при Раді міністрів СРСР.
У червні 1955 — липні 1959 року — голова Комісії з виїздів за кордон при ЦК КПРС.
У липні 1959 — 20 грудня 1962 року — завідувач відділу кадрів дипломатичних і зовнішньоторгівельних органів ЦК КПРС. 20 грудня 1962 — 12 травня 1965 року — завідувач відділу кадрів дипломатичних і зовнішньоекономічних органів ЦК КПРС. 12 травня 1965 — 14 березня 1973 року — завідувач відділу закордонних кадрів ЦК КПРС.
З квітня 1973 року — персональний пенсіонер союзного значення в Москві.
Помер 12 листопада 1974 року. Похований в Москві на Новодівочому цвинтарі.

## Військові звання
- капітан (14.03.1936)
- майор
- полковник (23.12.1938)
- старший майор державної безпеки (30.04.1939)
- комісар державної безпеки (1.08.1944)
- генерал-майор (31.05.1954)

## Нагороди
- три ордени Леніна (3.11.1944,)
- орден Жовтневої Революції
- три ордени Червоного Прапора (19.01.1945,)
- медалі
- надзвичайний і повноважний посол (14.06.1943)
- нагрудний знак «Почесний працівник ВЧК-ГПУ (XV)» (30.04.1939)